# James S. Havens

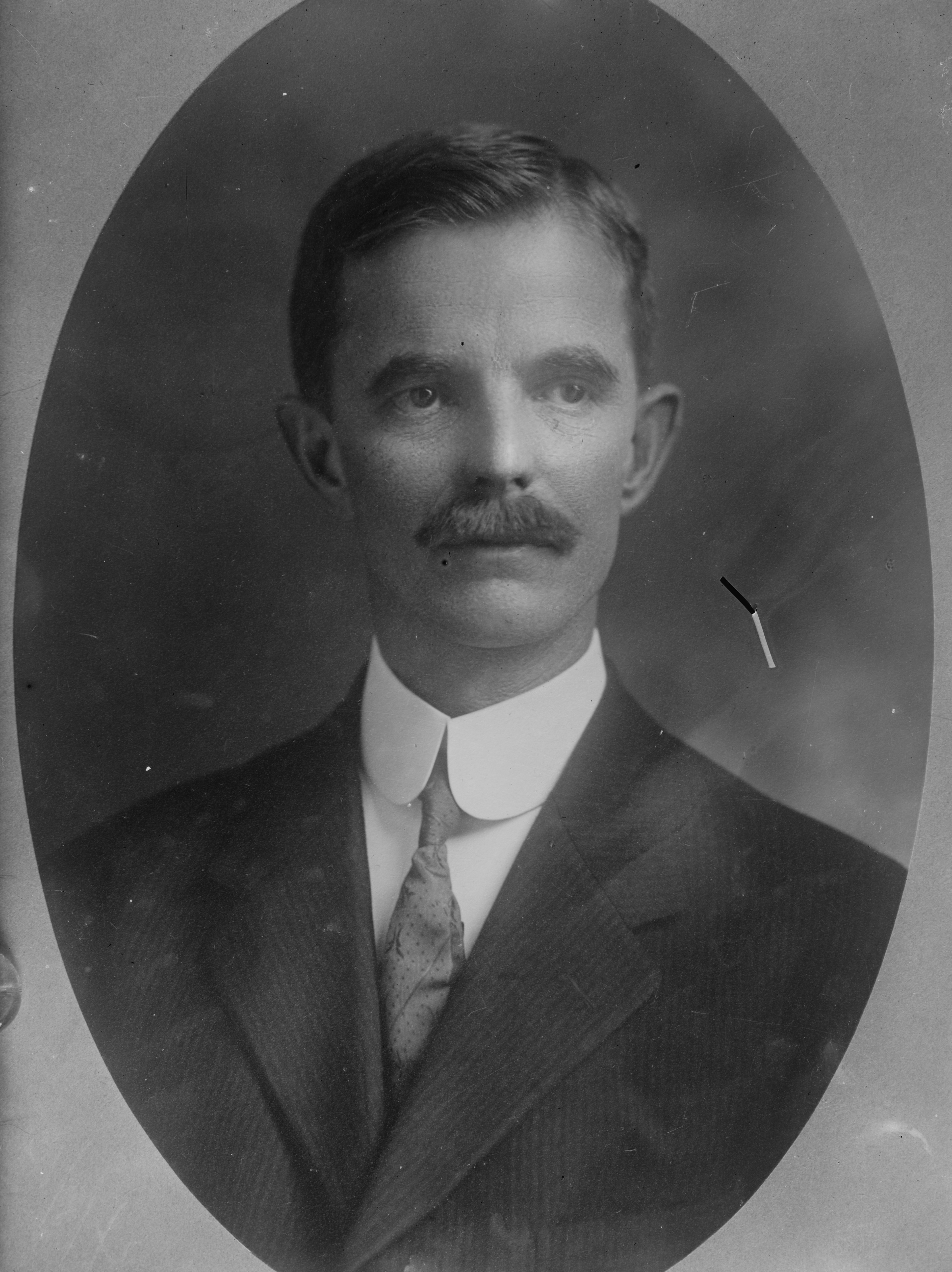
James S. Havens

James Smith Havens (* 28. Mai 1859 in Weedsport, Cayuga County, New York; † 27. Februar 1927 in Rochester, New York) war ein US-amerikanischer Politiker. In den Jahren 1910 und 1911 vertrat er den Bundesstaat New York im US-Repräsentantenhaus.

## Werdegang
James Havens besuchte die öffentlichen Schulen seiner Heimat und das Monroe Collegiate Institute in Elbridge. Im Jahr 1884 absolvierte er das Yale College. Nach einem anschließenden Jurastudium und seiner 1877 erfolgten Zulassung als Rechtsanwalt begann er in Rochester in diesem Beruf zu arbeiten. Gleichzeitig schlug er als Mitglied der Demokratischen Partei eine politische Laufbahn ein. Im Juli 1904 nahm er als Delegierter an der Democratic National Convention in St. Louis teil, auf der Alton B. Parker als Präsidentschaftskandidat nominiert wurde.
Nach dem Tod des Abgeordneten James Breck Perkins wurde Havens bei der fälligen Nachwahl für den 32. Sitz von New York als dessen Nachfolger in das US-Repräsentantenhaus in Washington, D.C. gewählt, wo er am 19. April 1910 sein neues Mandat antrat. Da er im Jahr 1910 auf eine weitere Kandidatur verzichtete, konnte er bis zum 3. März 1911 nur die laufende Legislaturperiode im Kongress beenden.
Nach dem Ende seiner Zeit im US-Repräsentantenhaus praktizierte James Havens wieder als Anwalt in Rochester. Später wurde er Vizepräsident und Sekretär der Firma Eastman Kodak. Seit 1919 leitete er deren Rechtsabteilung. Er starb am 27. Februar 1927 in Rochester, wo er auch beigesetzt wurde.